# Famille Malet (Normandie)
Ne doit pas être confondu avec Familles de Malet ou Famille Mallet.
La famille Malet, seigneurs de Graville, est une ancienne famille de Normandie qui donna plusieurs branches éteintes de nos jours.

## Histoire
(juillet 2025).
Dans un ouvrage publié en 1773, le père Anselme de Saint-Marie écrivait que la famille Malet remonte à Ernest Malet seigneur de Graville, qui fut le père de Robert Malet, seigneur de Graville trouvé en 1205, marié à Alix d'Alençon. Il s'agit toutefois d'une erreur basée sur une mauvaise traduction de chartes datées autour de 1220, dont l'une contient la phrase ... Hemericus vicecomes Castri-Eraudi, Ala uxor quondam Roberti filii Ernesii, et Robertus Malet..., l'expression Roberti filii Ernesii pouvant laisser croire qu'il s'agit de Robert, fils d'Ernest, alors qu'elle se rapporte à Robert FitzErneis, les FitzErneis étant une importante famille anglo-normande, comme les Malet. Ces trois personnages cités par la charte (Aimery de Châtellerault, Robert FitzErneis et Robert Malet) sont parmi les héritiers de Robert, comte d'Alençon, dont trois sœurs : Alix, Helie et Philippa ont épousé respectivement Hugues de Châtellerault, père d'Aimery cité ci-dessus, Robert FitzErneis cité ci-dessus, et Guillaume Malet, père de Robert cité ci-dessus.
Henri Jougla de Morenas écrit dans le Grand Armorial de France(1939) que selon une théorie qu'il ne partage pas, Robert Malet, aurait été l'aïeul d'Ernest Malet, seigneur de Graville, dont la postérité semble avoir donné les branches :
1. de Graville et de Marcoussis, éteinte avec Louis Malet, sire de Craville, chevalier de l'Ordre du roi, amiral de France en 1511, mort en 1516;
2. du Bosc-Achard, éteinte en 1363;
3. de Drubec, éteinte au XVIIIe siècle;
4. de Valsmé, qui releva le nom de Graville au XVIIIe siècle, subsistante au XVIIIe siècle;
5. de Criquebeuf, maintenue noble en 1669, éteinte.
6. de Bouquetot, maintenue noble en 1670.
7. de Faillanville, maintenue noble en 1670.
8. de Cramesnil, maintenue noble en 1700.
9. de Bréveau, éteinte au XVIIe siècle
10. du Bois, maintenue noble en 1666
11. de Bermondière et du Boismalet, maintenue noble en 1667.
12. du Breuil, de Bonnesmesnil et de Sceaux, maintenue noble en 1669.

Pour la plupart de ces branches, la jonction n'a pu être faite.

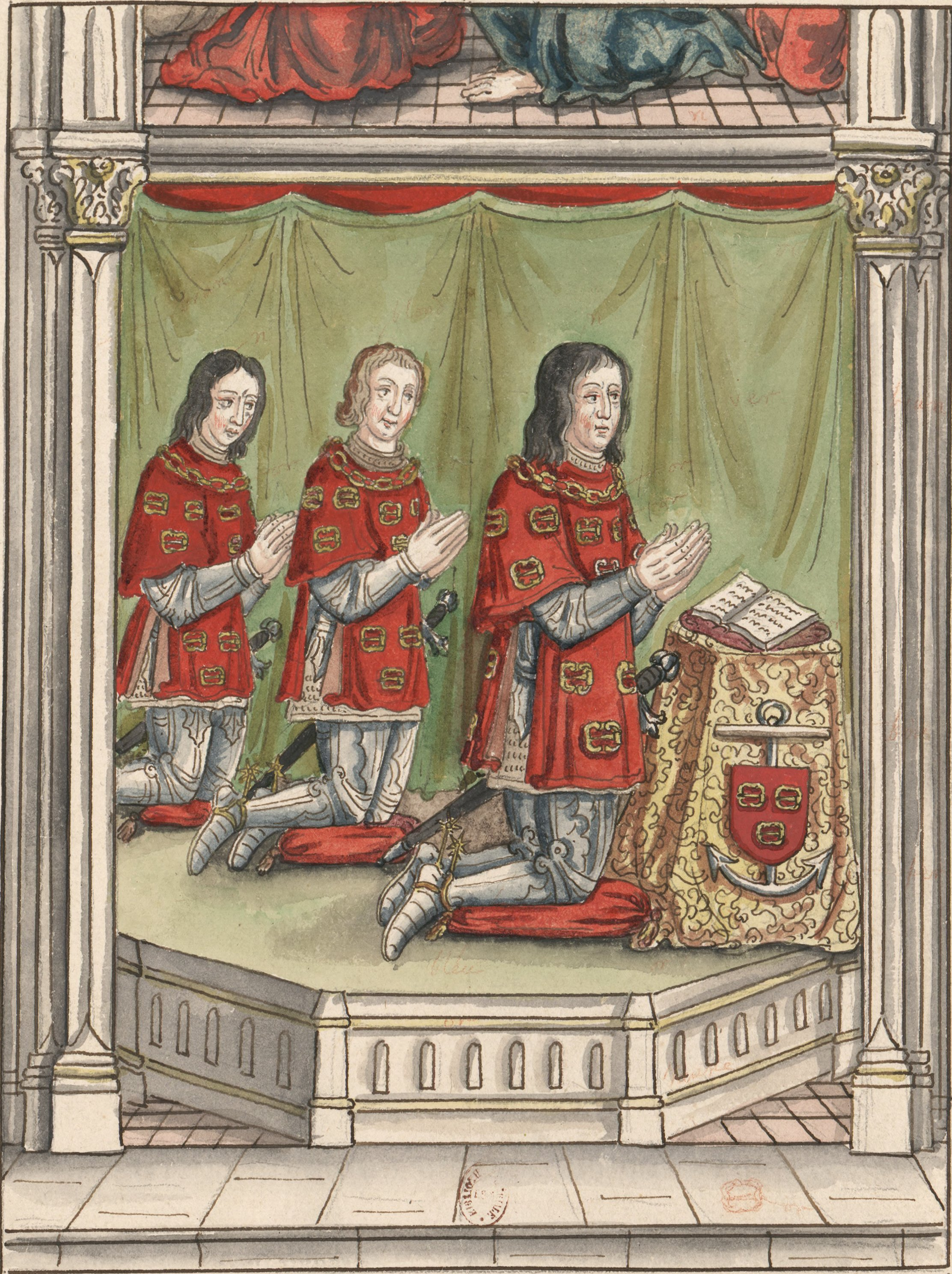
Louis Malet de Graville et ses fils, vitrail dans l'église des Célestins de Rouen.
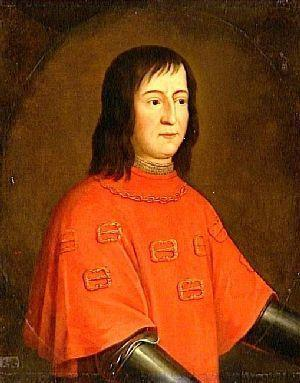
Louis Malet de Graville, portrait conservé au Palais de Versailles.
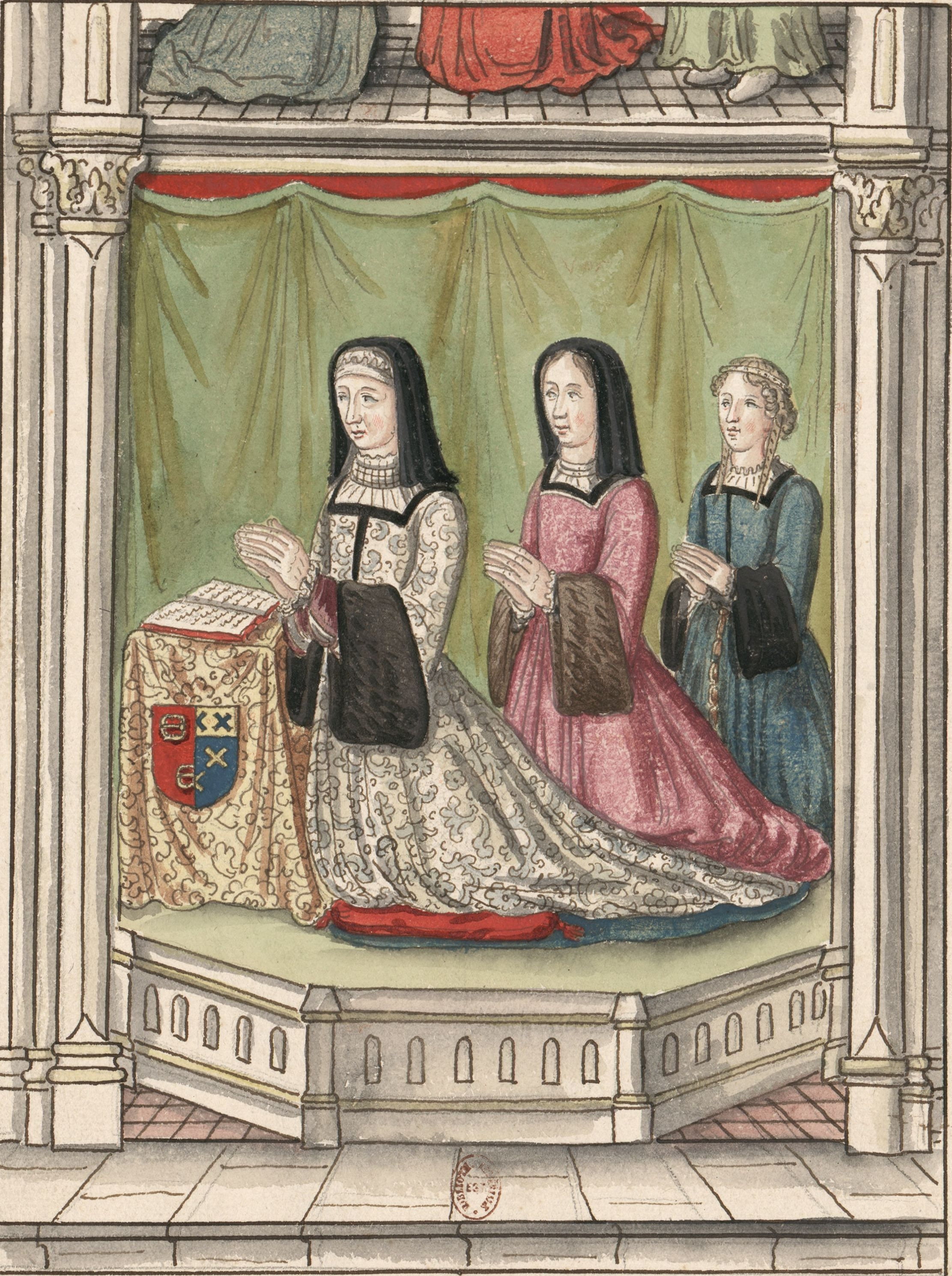
Femme et filles de Louis Malet de Graville, vitrail dans l'église des Célestins de Rouen.

## Personnalités
Les travaux du généalogiste Pierre de Guibours, dit « père Anselme de Sainte-Marie », permettent de connaître la descendance de Guillaume Malet, compagnon de Guillaume le Conquérant à la bataille d'Hastings.
- Guillaume Malet ( -vers 1071), compagnons de Guillaume le Conquérant à la bataille d'Hastings. Il épouse Esilia, fille de Gilbert Crispin.
  - Robert Malet († 1107), seigneur de Graville et de Eye, haut chambellan d'Angleterre, familier de Robert Courteheuse.
    - Robert I Malet (vers 1065- )
      - Guillaume II Malet (vers 1110- )
        - Mathieu Malet (vers 1135-après 1172), chevalier, sire de Graville. Il épouse Olive de Tancarville.
          - Guillaume III Malet (en) ( -vers 1215), sire de Graville, signataire de la Magna Carta. Il épouse Philippa d'Alençon de Montgommery.
            - Robert III Malet ( -après 1242), chevalier, sire de Graville. Il épouse Agnès de Tancarville.
              - Jean Malet ( -après 1285), chevalier, sire de Graville, Seez, Bernay. Il épouse Marie de Léon.
                - Jean II Malet ( -après 1328) épouse Jeanne Wavrin, dite de Saint-Venant.
                  - Jean III Malet ( -1356), chevalier, sire de Graville. Il épouse Eléonore de Chastillon.
                    - Robert IV Malet ( -après 1380), chevalier, sire de Graville, lieutenant du roi de Navarre.
                      - Guy Malet, seigneur de Graville. Il épouse Antoinette de Chastillon.
                        - Jean V Malet de Graville, otage de la Sainte Ampoule, compagnon de Jeanne d'Arc, chef militaire français de la guerre de Cent Ans[4]. Il épouse Jacqueline, fille de Jean de Montagu.
                          - Jean VI Malet de Graville et Marie de Montauban, fille de Guillaume de Montauban et de Bonne Visconti, petite-fille de Barnabé Visconti et sœur de l'amiral Jean de Montauban (1412-1466).
                            - Louis Malet de Graville (1438-1516), seigneur de Graville, grand amiral de France. Il épouse Marie de Balzac.
                              - Anne Malet de Graville (1490-1540), poétesse et dame d'honneur de la reine Claude de France.

## Armes
Les armesde la famille Malet sont de gueules à trois fermaux d’or. Ce blason figure notamment dans les salles des Croisades du château de Versailles.
| Armes pleines de la famille Malet. | Armes pleines de la famille. |

Suivant plutôt la tradition anglaise où les règles héraldiques sont d'usage plus strictes, les différentes branches ont le plus souvent porté des brisures ou des armes composées.
| Figure                              | Blasonnement |
| ----------------------------------- | --- |
| Certaines branches sont manquantes. | |
| Écartelé de Malet et de Carteret    | Branche de Carteret Écartelé : en 1 et 4, de gueules à quatre fusées d'argent accolées en fasce (de Carteret) ; en 2 et 3, de gueules à trois fermaux d'or (Malet). |

## Pour approfondir